# Domenico Gizzi
Domenico Gizzi (Arpino, 1680 – Napoli, 14 ottobre 1758) è stato un castrato e maestro di canto italiano.

## Biografia
Nacque ad Arpino nel 1687 da Igino Gizzi di Ceccano e da Agata de Iorio di Arpino e venne battezzato nella Chiesa Collegiata di San Michele Arcangelo il 12 marzo 1687.
Fu Musico Soprano della Real Cappella di Napoli, Musico Soprano della Real Cappella del Tesoro di San Gennaro, celebre cantante nei teatri d'opera italiani e insigne maestro di canto.
Fu maestro, fra gli altri, del celebre Gioacchino Conti, uno dei maggiori virtuosi del XVIII secolo, che in onore del suo maestro assunse il nome artistico di Gizziello.
Gizzi fu in rapporti professionali e di amicizia con Nicolò Grimaldi, detto Nicolino, celeberrimo cantante napoletano, con Marianna Benti Bulgarelli detta la Romanina, il celebre contralto Francesco Vitale e con Carlo Broschi, detto il Farinelli, considerato il più grande cantante di tutti i tempi, che esordì proprio al fianco di Domenico Gizzi nel 1720 a Napoli nella prima Serenata "L'Angelica", composta dal giovanissimo Pietro Metastasio.
Domenico Gizzi cantò nelle opere dei più grandi musicisti dell'epoca: Alessandro Scarlatti, Giovanni Bononcini, Nicola Porpora, Leonardo Vinci, Leonardo Leo, Tomaso Albinoni, Francesco Feo e Giovanni Battista Costanzi.
Morì a Napoli il 14 ottobre 1758.
Nella cittadina di Ceccano è ancora visibile il palazzo che il Musico Gizzi fece costruire e inaugurò nel 1736, accanto alla chiesetta della Madonna degli Angeli.
Per i suoi beni, Domenico Gizzi istituì un fedecommesso, nominando suo erede universale l'amatissimo fratello Pietrangelo Gizzi e nelle generazioni successive solo i primogeniti di Casa Gizzi di Ceccano e Arpino.